# James Newill
James Newill (parfois Jim Newill), né le 12 août 1911 à Pittsburgh et mort le 31 juillet 1975 à Thousand Oaks, en Californie) est un acteur et un chanteur américain.

## Filmographie partielle
- 1937 : Dans les mailles du filet (Renfrew of the Royal Mounted) de Albert Herman
- 1944 : Spook Town (en) d'Elmer Clifton
- 1943 : Border Buckaroos (en) d'Oliver Drake
- 1944 : The Pinto Bandit (en) d'Elmer Clifton
- 1943 : Boss of Rawhide (en) d'Elmer Clifton
- 1940 : Sky Bandits (en) de Ralph Staub
- 1940 : Yukon Flight de Ralph Staub